# Hagadà dels Caps d'Ocell
L'Hagadà dels Caps d'Ocell (c. 1300) és l'hagadà il·luminat més antic de la Pasqua asquenazita.[1][2] El manuscrit, elaborat al sud d'Alemanya a la primeria del segle xiv, conté el text complet de l'hagadà (un text ritual que narra la història de la Pasqua: l'alliberament dels israelites de la esclavitud a l'antic Egipte), que és recitat en un Séder de Páscoa. El text té lletra de premsa i s'acompanya d'il·lustracions acolorides. L'Hagadà dels Caps d'Ocell s'anomena així perquè tots els personatges del manuscrit tenen cossos humans amb rostres i becs d'ocell. Els rostres no humans (els àngels, el sol i la lluna) estan en blanc o esborrats. S'han aportat moltes teories per explicar aquesta iconografia estranya, generalment connectades amb l'aniconisme jueu. L'hagadà és al Museu d'Israel a Palestina, a Jerusalem, on és en exposició permanent.

## Descripció
Un hagadà és un text judaic ritual que conté oracions, himnes i comentaris sobre la història de la Péssah. Van començar-ne a aparéixer al segle XIII, i els hagadàs impresos es començaren a publicar al segle XV.
L'Hagadà dels Caps d'Ocell data de l'inici del segle xiv. L'estil i el color de les figures reflecteixen els d'altres manuscrits il·luminats de la regió de l'Alt Rin, al sud d'Alemanya en aquella època,[1] tal vegada a la rodalia de Würzburg, i l'arquitectura que hi apareix és prou detallada perquè es puga datar i localitzar el manuscrit. Es creu que l'Hagadà dels Caps d'Ocell n'és el primer produït ja en la seua pròpia enquadernació, a diferència del Sidur, el llibre d'oracions jueu.
El manuscrit té 27 cm de longitud i 18,2 d'amplària. Es creu que, originàriament, contenia prop de 50 pàgines, reunides en cinc enquadernacions de vuit pàgines i una de deu. Ara en té 47.

### Text
El text el va copiar un escriba de nom Menahem; les lletres del seu nom hebreu, מנחם, es matisa מֻנָּחִים (Munahim), escrit com una signatura.[9][lower-alpha 1]
També se li atribueix la còpia del Majzor de Leipzig (llibre d'oracions del Yamim Noraim) al voltant de la mateixa època; ell hi codificà el seu nom en un "panell decorat de text".[12][13]
Cada pàgina de l'Hagadà dels Caps d'Ocell conté 12 línies de text, en lletra de premsa.[8][9] La cal·ligrafia i les il·lustracions es feren en tinta marró fosc i tremp en pergamí.
El manuscrit conté un text menor, molt atapeït, escrit als marges d'algunes pàgines, amb instruccions sobre el Séder.

### Il·lustracions

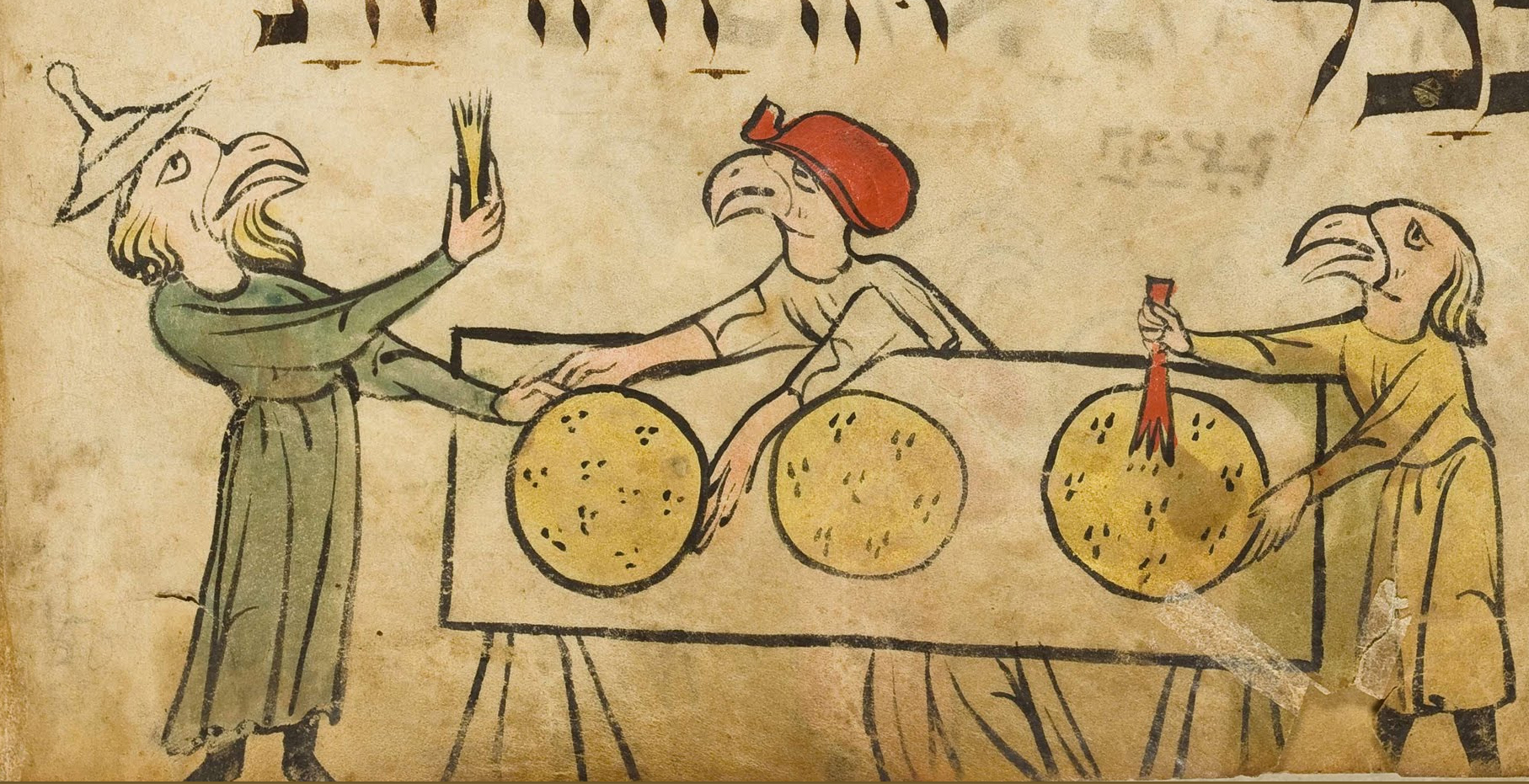
D'esquerra a dreta: un home, una dona i un nen preparen matsàs

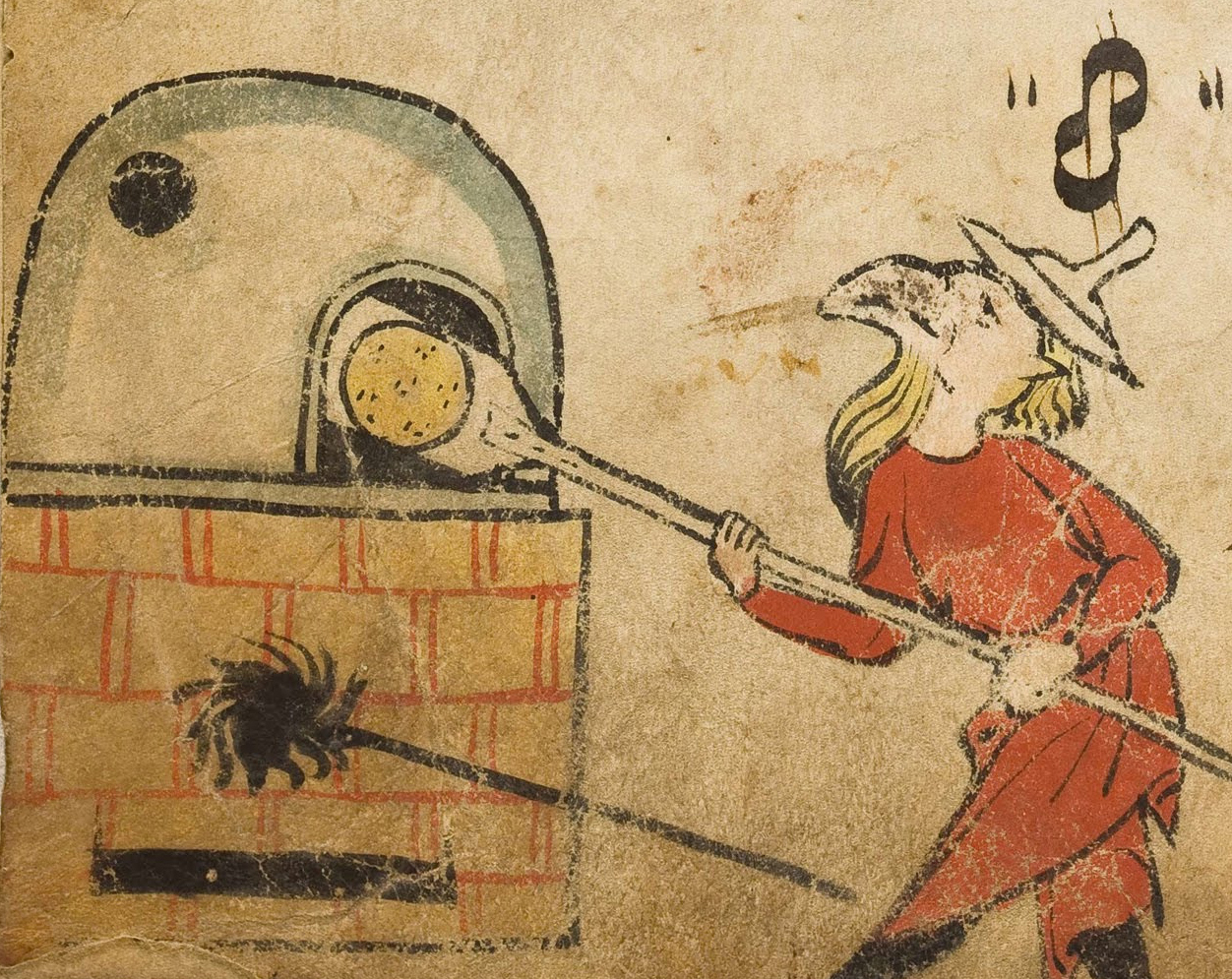
Detall d'un home amb cap d'ocell col·locant un matsà al forn

El manuscrit conté dues miniatures de pàgina sencera. La primera, col·locada a l'inici, retrata un matrimoni assegut a la taula del Séder.[1][9] La segona, que apareix a la fi de l'hagadà, retrata la visió de Jerusalem reconstruïda en l'era messiànica.[1][8]
A més a més, hi ha 33 pàgines que tenen il·lustracions als marges. Aquestes il·lustracions, que segueixen rigorosament el text,[15] retraten homes i dones fent pràctiques de Pasqua i del Séder i inclouen també episodis històrics.[9][10][16]
Els personatges vesteixen roba judeualemanya de l'edat mitjana, i el "barret jueu" punxegut exigit per l'Església a la primeria del segle xiii és vist en líders i professors jueus, incloent-hi Moisés.[9][12][23] Però, tot i que alguns tenen barba i cabells humans, i usen snoods femenins, tots els rostres són d'"aus amb becs esmolats".[12][24][25][15] Epstein observa que els caps dels ocells no són uniformes, sinó individualitzats d'acord amb l'"edat, sexe i estatus" del personatge. Alguns personatges també tenen orelles de porc.
D'altra banda, els rostres de personatges no jueus (com ara el faraó i els antics egipcis) i els de personatges no humans (com els àngels, el sol i la lluna) estan en blanc o esborrats. Un artista desconegut després hi afegí traços facials als soldats egipcis, però o en van desaparéixer o foren esborrats.[15][18]

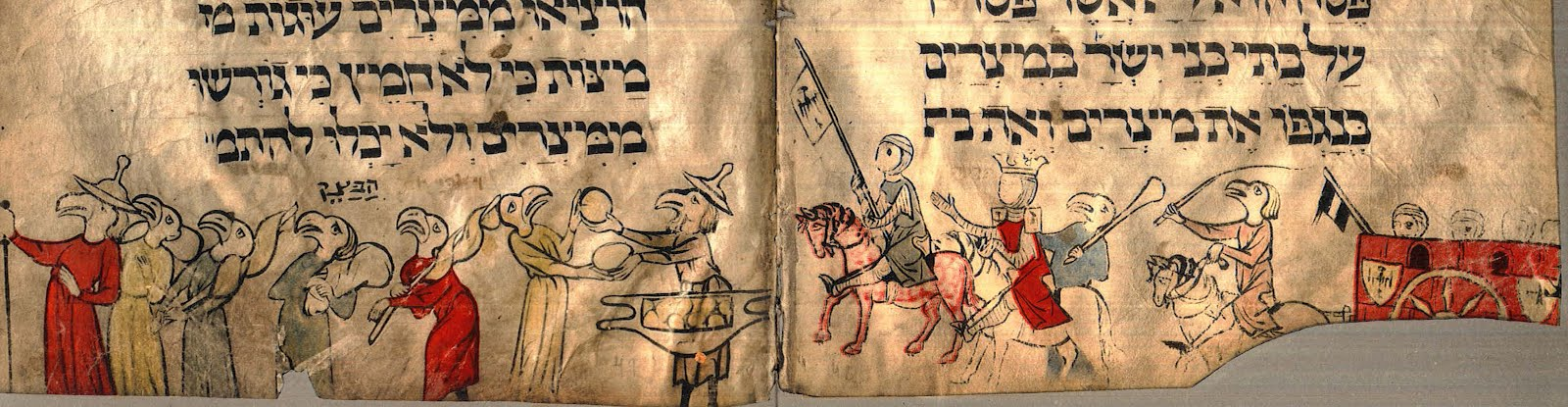
Detall de l'Èxode d'Egipte: jueus amb cap d'ocell torren matzàs per al viatge i deixen Egipte amb les seues possessions (pàgina de l'esquerra); un faraó sense rostre i soldats egipcis persegueixen els jueus (pàgina de la dreta)

## Interpretacions
Moltes teories s'han adduït per explicar l'elecció de traços facials en les il·lustracions. Una teoria que preval per a l'ús d'ocells, en comptes de rostres humans, és la temptativa d'esquivar el Segon Manament contra la creació d'una imatge d'escultura, en la tradició de l'aniconisme jueu.[27][2][23] Seguint aquesta prohibició, altres il·lustracions asquenazites dels segles xiii i xiv retraten els éssers humans amb caps d'animals.[12] En especial, el Majzor de Leipzig, copiat pel mateix escriba que copià l'Hagadà dels Caps d'Ocell, presenta rostres d'aparença humana amb nassos que semblen becs corbs.
Epstein suggereix que l'elecció dels caps d'ocell per a les figures jueves al·ludeix a les característiques espirituals i nacionals del poble hebreu. Ell argumenta que, en realitat, els becs del manuscrit no són caps d'ocell, sinó de grius. El griu –amb un cos entre lleó i àguila– reflecteix l'ús predominant d'"híbrids de lleons, àguiles i humans" en la iconografia jueva.[28] A més, l'híbrid de lleó, àguila i humà incorpora tres dels quatre animals representats en la visió bíblica de la Merkabah d'Ezequiel, 1:1.
L'historiador d'art Meyer Schapiro, que va escriure una introducció a la primera edició facsímil de l'hagadà publicat per M. Spitzer el 1965,[15] sosté que els caps d'ocells són d'àguila, i s'observa un cap molt similar d'"una àguila inconfusible" en el manuscrit cristià Codex Manesse de la mateixa època. L'àguila imperial era el símbol heràldic del Sacre emperador romanogermànic, sota la protecció del qual vivien els jueus a Alemanya. A més, alguns passatges bíblics poden identificar els jueus amb àguiles, incloent-hi l'Èxode, 19:4 i Deuteronomi, 32:11–12.
Carol Zemel postula que els caps d'ocell són una al·lusió irònica als déus amb caps d'animals adorats pels antics egipcis. Aquesta connexió eleva la importància espiritual del treball de la Pasqua dels jueus.
Ruth Malinkoff, en Antisemitic Hate Signs in Hebrew: Illuminated Manuscripts (1999), afirma que el fet que algunes orelles de porcs siguen col·locades en alguns personatges jueus indica que es tracta de caricatures de caràcter antisemita instigades per artistes cristians. Els artistes jueus, més familiaritzats amb el text hebreu, van fer el projecte i la còpia, i el manuscrit també va ser encomanat per jueus, però l'antisemitisme cristià influencià fortament les il·lustracions. El fet que siguen caps d'aus de rapinya –que són ritualment impures segons la llei jueva– també apunta, d'acord amb Malinkoff, cap als tons antisemites del manuscrit.

## Origen

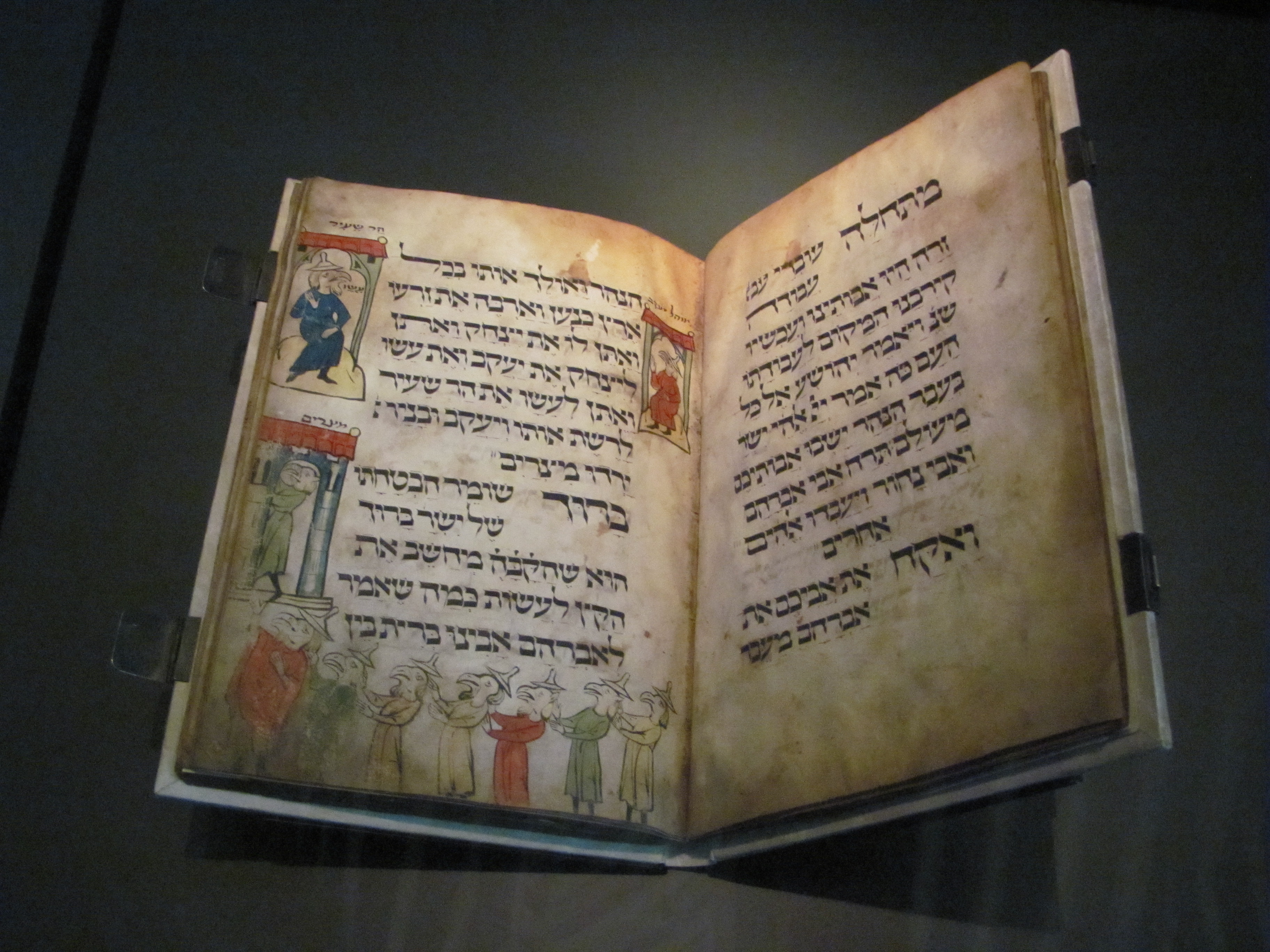
LHagadà dels Caps d'Ocell al Museu d'Israel, Palestina, 2013

No se sap qui va ser el mecenes de l'hagadà. En el segle xx, el manuscrit era propietat de la família de Johanna Benedikt, que el regalà en les noces al seu nou marit, l'advocat i parlamentari judeoalemany Ludwig Marum.[35] Marum suposadament guardà el manuscrit en la seua oficina.[2] Després de ser empresonat i deportat pels nazis el 1933, el manuscrit va desaparéixer. Torna a aparéixer al 1946, a Jerusalem, quan Herbert Kahn, un refugiat judeoalemany, el ven al Museu Nacional de Bezalel, antecessor del Museu d'Israel, a Palestina, per 600 dòlars. El museu manté el manuscrit en exposició permanent.
Shimon Jeselsohn, un company advocat de Marum a Alemanya que immigrà a Palestina després de la guerra, va llegir sobre l'adquisició del manuscrit pel museu i el relacionà amb l'obra que havia vist en possessió de Marum. Jeselsohn escrigué a la filla de Marum, Elisabeth, que vivia a Nova York, i li digué el parador de l'hagadà.[2] El 1984, Elisabeth viatja a Palestina veu el manuscrit en el museu; després, escriu una carta al museu dient que Kahn "no tenia dret de vendre" l'hagadà de la seua família, però que la família permetia al museu tenir-lo en exposició "per al benefici del públic".[35][36] D'acord amb la seua filla, Elisabeth va creure que no podria recuperar el manuscrit, llavors no ho va arribar a intentar.[2]

### Disputa per la propietat

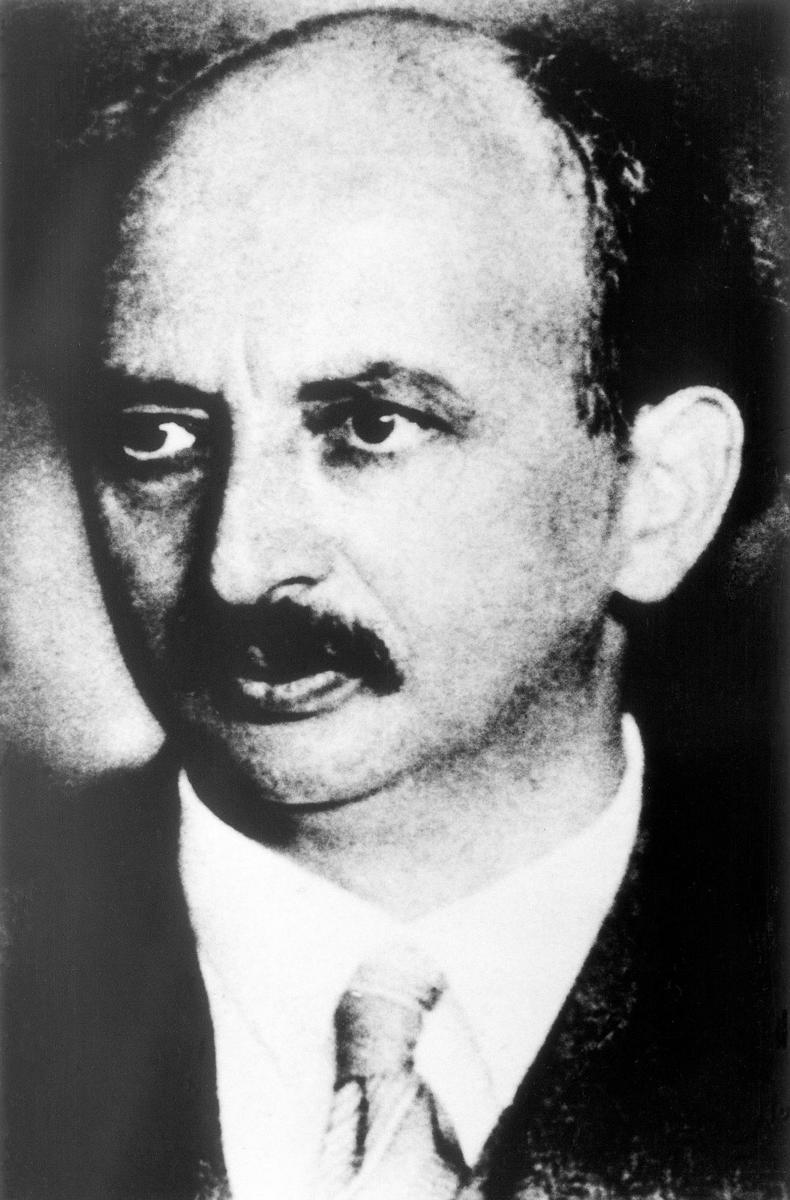
Ludwig Marum

El 2016, els nets de Marum –dirigits per Eli Barzilai, també net de Marum, llavors amb 75 anys– hi exigiren una indemnització, al·legant que l'hagadà s'havia venut sense permís de la família. Barzilai contractà els serveis d'I. Randol Schoenberg, un advocat nord-americà especialitzat en recuperació d'obres d'art robades pels nazis.[2] Segons la pàgina web Artnet, la petició d'indemnització "fou inferior" als 10 milions de dòlars. A més, la família va sol·licitar que el manuscrit s'anomenàs "Hagadà de Marum".
El museu va reconéixer la petició,[2] i va sol·licitar documentació de propietat entre 1933 i 1946, any en què Kahn havia venut el manuscrit al museu. A la fi de 2016, la família Marum obté més de 1.000 documents d'historiadors alemanys de Karlsruhe que descriuen Kahn com un professor mal remunerat en constant necessitat de diners. La família afirma que Kahn, d'alguna forma, obtingué l'hagadà sense el seu permís, però no creu que ell l'haja furtat.

## Altres edicions
El 1965-1967, una edició facsímil en colors de dos volums de l'Hagadà dels Caps d'Ocell va ser publicada a Israel, Palestina, per M. Spitzer, i atragué l'atenció internacional cap al manuscrit.